# Sonata per a piano núm. 19 en do menor, D 958 (Schubert)
La Sonata per a piano núm. 19 en do menor, D 958, és una de les darreres sonates per a piano de Franz Schubert, composta el 1828. Amb les sonates D.959 i D. 960 forma el grup de les darreres grans obres per a piano del compositor, totes escrites durant els últims mesos de vida, entre la primavera i la tardor de 1828. En aquesta època Schubert es trobava afectat per una sífilis molt avançada.
Ell mateix, en uns comentaris per al seu editor, mostra que considera les tres obres com un conjunt:
| « | "Vaig compondre, entre d'altres, tres sonates per a pianoforte soles, que m'agradaria dedicar a Hummel [...]. Vaig tocar aquestes sonates en diferents llocs amb gran èxit." | » |

Schubert havia conegut Hummel, pianista i amic de Beethoven, amb motiu de la seva última malaltia. El manuscrit de l'última sonata porta al final la indicació "Viena, 26 de setembre de 1828". Per tant, aquesta data s'ha de considerar com la de la finalització de la trilogia. Foren publicades el 1838, per Anton Diabelli, sense número d'opus però amb el títol: "Totes les composicions recents de Franz Schubert - Tres grans sonates". Hummel ja havia mort el 1837, l'editor va fer la dedicatòria del volum a Robert Schumann que havia elogiat moltes de les obres de Schubert amb les seves crítiques.
La seva execució dura aproximadament uns trenta minuts 
Està formada per quatre moviments:
- Allegro
- Adagio
- Menuetto : Allegro – trio
- Allegro